# True Story (песня)
«True Story» (с англ. — «Правдивая история») — песня американской певицы и автора песен Арианы Гранде. Она была выпущена 8 марта 2024 года на лейбле Republic в составе седьмого студийного альбома исполнительницы Eternal Sunshine (2024). Песня была написана и спродюсирована Гранде и Максом Мартином. Илья Салманзаде также выступает в качестве со-продюсера.

## Предыстория
В 2023 году в сеть просочилось множество неизданных песен Арианы Гранде, в том числе «True Story» и «Fantasize», последняя была положительно воспринята фанатами и стала вирусной в интернете. Гранде записала её в 2021 году для комедийного скетча о женской группе специально для шоу Сета Макфарлейна.

## Композиция
«True Story» длится две минуты 43 секунды. Гранде описывает песню как «неправдивую историю, основанную на всех неправдивых событиях». По звучанию это прямой, «уверенный R&B» с запоминающимся «нежным» припевом, металлическими басовыми партиями и некоторыми элементами Джи-фанка в инструментарии. В лирическом плане Гранде ссылается к имиджу, который создают ей СМИ и таблоиды в отношении историй о её личной жизни. Ариана задумала всё так, чтобы в трек-листе альбома эта песня предшествовала «The Boy Is Mine», тем самым позволяя ей сыграть в «плохую девчонку».

## Восприятие
Песня получила в целом положительные отзывы от музыкальных критиков. Кайл Денис из Billboard поставил песню на первое место в рейтинге альбома и назвал её «самой умной песней, которую Гранде когда-либо создавала», отметив самосознание в её тексте и сходство с «поп-музыкой и R&B 90-х», как в её завирусившемся неизданном треке «Fantasize». Ник Левин из NME, назвал трек ярким моментом альбома, посчитав её «умно само референтной» и похвалил вокал Гранде над инструменталом, вдохновлённым битом «Джи-фанк». В своём обзоре журнал Rolling Stone сравнил эту песню с чем-то, что Тимбалэнд мог бы создать для американской певицы Алии.

## Чарты
| Чарты (2024)                           | Высшая позиция |
| -------------------------------------- | -------------- |
| Австралия (ARIA)                       | 39             |
| Бразилия (Brasil Hot 100)              | 73             |
| Канада (Billboard Canadian Hot 100)    | 30             |
| Франция (SNEP)                         | 62             |
| Мир (Billboard Global 200)             | 18             |
| Литва (AGATA)                          | 100            |
| Новая Зеландия (Recorded Music NZ)     | 35             |
| Польша (Polish Streaming Top 100)      | 85             |
| Португалия (AFP)                       | 32             |
| Швеция (Heatseeker, Sverigetopplistan) | 14             |
| ОАЭ (IFPI)                             | 20             |
| Великобритания (UK Streaming, OCC)     | 30             |
| США (Billboard Hot 100)                | 30             |